# Скандраков, Александр Спиридонович
Скандраков, Александр Спиридонович ( 1849 — 1905) — деятель политического сыска, полковник ОКЖ, начальник  Московского охранного отделения.

## Биография
В 1879 году был  переведен в Отдельный корпус жандармов с назначением  адъютантом Киевского ГЖУ, помощник начальника Киевского ГЖУ. 
В 1883 году получил благодарность за обеспечение безопасности во время проведения коронационных торжеств императора Александра III и в том же году по предложению Московского генерал-губернатора В.Д.Долгорукова был назначен начальником отделения канцелярии Московского генерал-губернатора.
С 1880 по 1884 годы  был начальником Московского охранного отделения.
С 1884 года после убийства Г.П.Судейкина был назначен инспектором Петербургского охранного отделения. 
В 1902 году  был назначен чиновником для особых поручений при министре внутренних дел В.К. Плеве.